# Concert du nouvel an 1951 à Vienne
Le concert du nouvel an 1951 de l'orchestre philharmonique de Vienne, qui a lieu le 14 janvier 1951, est le 11e concert du nouvel an donné au Musikverein, à Vienne, en Autriche. Il est dirigé pour la 9e fois dont la 4e consécutive par le chef d'orchestre autrichien Clemens Krauss.
La date du concert est décalée en raison du décès du président fédéral Karl Renner, survenu le 31 décembre 1950, soit à la veille de la date originellement prévue.
Johann Strauss II y est toujours le compositeur principal, mais son frère Josef y est aussi représenté avec cinq pièces, ainsi que leur père Johann avec sa célèbre Marche de Radetzky qui clôt le concert.
Seules trois pièces sur les quinze au total sont jouées pour la première fois au concert du nouvel an.

## Programme

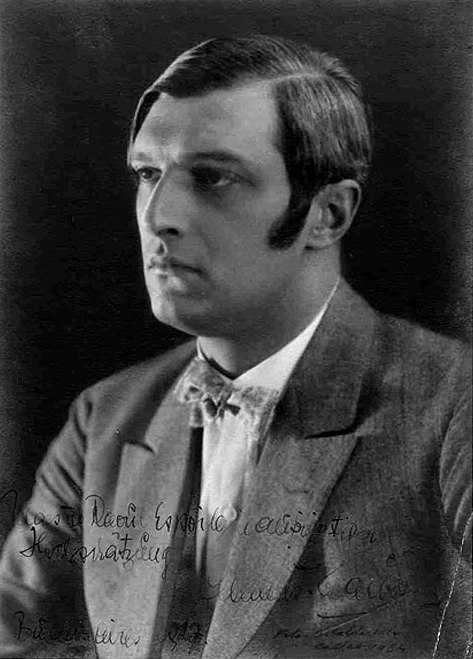
Le chef Clemens Kraus

Les pièces suivies d'un astérisque (*) sont jouées pour la première fois.
1. Josef Strauss : Frauenwürde, valse, op. 277
2. Josef Strauss : Feuerfest, polka française, op. 269*
3. Josef Strauss : Die Libelle, polka-mazurka, op. 204
4. Josef Strauss : Jocus-Polka, polka rapide, op. 216*
5. Johann Strauss II : Wo die Citronen blüh'n!, valse, op. 364*
6. Johann Strauss II : Marche égyptienne, marche, op. 335
7. Johann Strauss II : Vergnügungszug, polka rapide, op. 281
8. Josef Strauss : Mein Lebenslauf ist Lieb' und Lust, valse, op. 263
9. Johann Strauss II et Josef Strauss : Pizzicato-Polka, polka
10. Johann Strauss II : Éljen a Magyar!, polka rapide, op. 332
11. Johann Strauss II : Wiener Blut, valse, op. 354
12. Johann Strauss II : Auf der Jagd, polka rapide, op. 373

### Rappels
1. Johann Strauss II : Perpetuum mobile. Ein musikalischer Scherz, scherzo, op. 257
2. Johann Strauss II : Le Beau Danube bleu, valse, op. 314
3. Johann Strauss : Marche de Radetzky, marche, op. 228

Les compositeurs joués
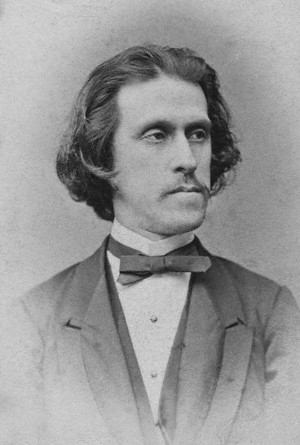
Josef Strauss
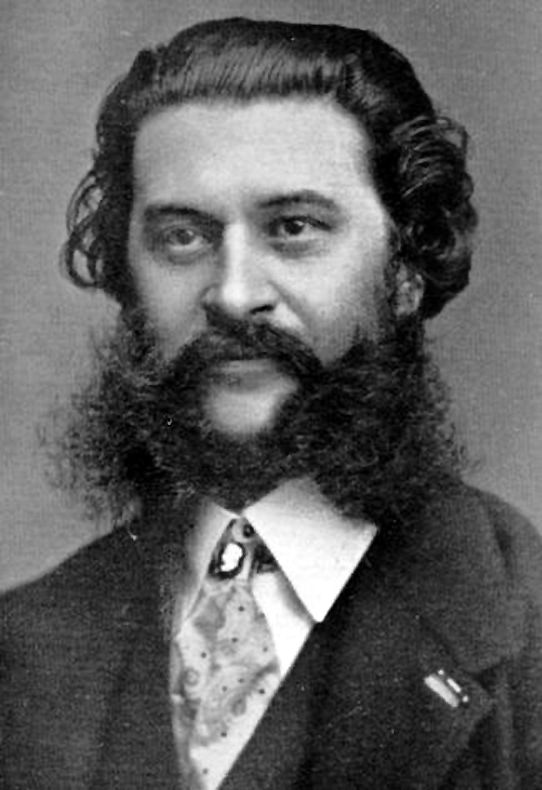
Johann Strauss (fils)
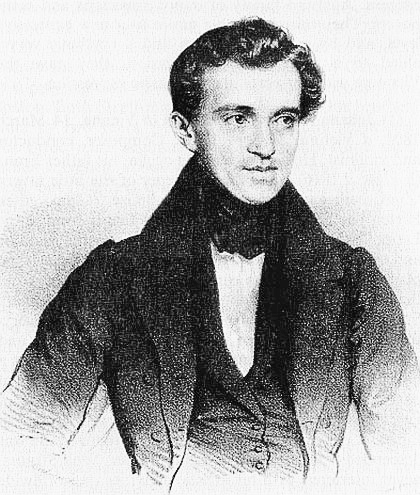
Johann Strauss (père)